# Salvador Soler Marí
Salvador Soler Marí (Valencia, 1900 - Madrid, 1976) fue un actor español.

## Biografía
Hijo de actores, estuvo vinculado al mundo del teatro desde su infancia. Con quince años, trabajaba ya en la compañía de Enrique Chicote y Loreto Prado, en la que interpretó La casa de Quirós, de Carlos Arniches. En años sucesivos, se fue consolidando como uno de los actores más notables de la escena madrileña, con papeles en piezas importantes como Currito de la Cruz, El chanchullo (1924), de Pedro Muñoz Seca, con Emilio Thuillier o Una noche de primavera sin sueño (1929), la primera obra estrenada de Jardiel Poncela.
En 1930, interpretando La Perulera, coincidió con la que se convertiría en su esposa, la también actriz Milagros Leal. Un año después contrajeron matrimonio y en 1933 nació su única hija: Amparo Soler Leal. Poco después, ambos formaron su propia compañía, que tras comenzar la guerra civil española, pasó a denominarse Compañía Dramática Experimental y desde 1938, Compañía Oficial de Arte Dramático (con subvenciones del Ministerio de Instrucción Pública y Bellas Artes), con connotaciones de apoyo a la causa republicana. Durante el conflicto, en Madrid y Valencia, representaron a Jacinto Benavente o a William Shakespeare.
Finalizado el conflicto, continuron desarrollando su carrera en la capital del Turia, con obras como La condesa Maríbel de Pilar Millán Astray, Don Juan Tenorio de Zorrilla, o La Dolores de José Feliu Codina.
En 1946 regresa a Madrid, incorporándose a la Compañía del Teatro María Guerrero, con la que interpreta entre otras obras Plaza de Oriente (1948), de Joaquín Calvo Sotelo y Alberto (1949), de José López Rubio y estrena en España Todos eran mis hijos (1953), de Arthur Miller. 
Desde entonces, y hasta comienzos de la década de 1960, desarrolló también su carrera cinematográfica, en la que destacan títulos como La cruz de mayo (1955), de Florián Rey, Escucha mi canción (1959), de Antonio del Amo o El grano de mostaza (1962), de José Luis Sáenz de Heredia.